# Đại học Göttingen
Đại học Göttingen, tên chính thức là Đại học Georg August Göttingen (Georg-August-Universität Göttingen) thường được gọi Georgia Augusta, là một viện đại học nghiên cứu công lập tại Göttingen, Đức. Được Quốc vương Anh kiêm Tuyển đế hầu Hannover George II thành lập vào năm 1734, Đại học Göttingen là trường đại học lâu đời nhất ở Niedersachsen.
Sự ra đời của trường là thay đổi lớn nhất trong lịch sử thành phố, giúp thành phố trở thành một trong những thành phố đại học của Đức (tương tự như Heidelberg, Freiburg, Tübingen) (nơi có các trường đại học không cổng, không tường bao). Cho đến ngày nay, dù không phải là thành phố lớn trực tiếp sản xuất ra nhiều của cải vật chất nhưng người dân thành phố vẫn hãnh diện về lịch sử phát triển gắn liền với khoa học và những cá nhân xuất sắc đã từng sống, học tập và làm việc đây với những đóng góp lớn của họ cho khoa học của Đức và của thế giới mặc dù Đại học Göttingen, cũng như các trường trong hệ thống đại học Đức, ít được đánh giá cao trong bảng xếp hạng các đại học trên thế giới.
Năm 2007, Đại học Göttingen được lựa chọn là một trong 9 trường "đại học ưu tú của Đức" (German Universities Excellence Initiative)  Lưu trữ ngày 9 tháng 7 năm 2006 tại Wayback Machine và tiếp tục nhận được các chương trình tài trợ nghiên cứu lớn Bộ giáo dục và nghiên cứu cùng Quỹ nghiên cứu liên bang . Năm 2010, Đại học Göttingen được tạp chí dang tiếng The Times Higher Education xếp ở vị trí thứ 43 trong 200 trường Đại học tốt nhất thế giới và đứng ở vị trí thứ 8 trong số các trường Đại học thuộc châu Âu (xem tại đây http://www.timeshighereducation.co.uk/world-university-rankings/2010-2011/top-200.html). Tạp chí này được hậu thuẫn bởi tổ chức xếp hạng tạp chí khoa học uy tín nhất thế giới hiện nay THOMSON REUTERS (xem xếp hạng tạp chí khoa học tại đây http://admin-apps.isiknowledge.com/JCR/JCR Lưu trữ ngày 20 tháng 11 năm 2008 tại Wayback Machine).

## Lịch sử

### Thành lập
Năm 1734 vua George II của Anh quyết định cho thành lập Đại học Göttngen với chủ trương xây dựng một đại học tiên phong ở châu Âu về tự do học thuật trong Thời kỳ Khai sáng. Trường được thành lập với 4 khoa truyền thống là thần học, luật hoc, triết học và y học.

### Thế kỷ 18 – 19
Trong suốt thế kỷ 18, Đại học Göttingen luôn là một trong những trường đại học đứng đầu nước Đức với môi trường học thuật tự do tạo điều kiện cho nghiên cứu và phát minh. Đến năm 1812 trường trở thành một trường đại học hiện đại có tiếng trên thế giới với thư viện sở hữu 250 ngàn cuốn sách. Napoléon đã từng nghiên cứu luật học tại đây và cho rằng Đại học Göttingen là của toàn châu Âu.
Trong những năm đầu, trường trở nên nổi tiếng do tiếng tăm của ngành luật học. Vào thế kỷ 18, học giả nổi tiếng về luật công Johann Stephan Pütter đã giảng dạy tại đây trong nửa thế kỷ. Chính vì vậy, khoa luật đã trở thành nơi học tập của Klemens Wenzel Lothar von Metternich (sau này trở thành nhà ngoại giao và thủ tướng Áo), Wilhelm von Humboldt (người sáng lập Đại học Berlin); nhà triết học Arthur Schopenhauer (người được dìu dắt bởi Gottlob Ernst Schulze) và được thầy của mình hướng vào các nghiên cứu về Platon và Kant.
Khi trường tròn 100 tuổi (1837), Đại học Göttingen được coi như đại học của ngành luật với số sinh viên luật chiếm 1/2 sinh viên của trường. Lúc đó Göttingen đứng đầu nước Đức về thu hút sinh viên theo học và nghiên cứu luật công. Trong số các sinh viên của ngành này đó phải kể đến Heinrich Heine, nhà thơ Đức và tiến sĩ luật học.
Các tác động chính trị làm cho số sinh viên theo học tại trường giảm xuống con số 860 (vào năm 1834). Vào năm 1837, nhóm 7 giáo sư nổi tiếng của nhóm Göttinger Sieben (Nhóm 7 người Göttingen) bao gồm nhà nghiên cứu dân tộc Wilhelm Eduard Albrecht (1800-1876); nhà sử học Friedrich Christoph Dahlmann (1785-1860); nhà đông phương học Georg Heinrich August Ewald (1803-1875); nhà sử học Georg Gottfried Gervinus (1805—1875); nhà vật lý học Wilhelm Eduard Weber (1804-1891); nhà triết học - Anh em nhà Grimm (Jakob Grimm, 1785-1863 và Wilhelm Grimm, 1786-1859), đã đứng lên phản đối sắc lệnh hạn chế tự do học thuật ngược với tiêu chí thành lập trường của vua Hannover (Ernest Augustus I). Trước đó, Anh em nhà Grim đã từng dạy học tại đây và cho ra đời cuốn từ điển tiếng Đức đầu tiên.
Tiếp theo đó, Gustav von Hugo, người vận hành trường luật và Rudolf von Jhering cùng nhà luật học, tác giả của học thuyết mang tên "culpa in contraendo" và đồng thời là tác giả của "Trận chiến cho lẽ phải" (Battle for Right), cũng đã giảng dạy tại trường và góp phần nâng cao tiếng tăm cho khoa luật. Otto von Bismarck, một nhân vật quan trọng của Đế chế Đức thứ hai đã học luật tại Göttingen và sống trong một ngôi nhà nhỏ tại chân thành (người ta cho rằng ông ta đã không được sống trong thành vì ngang tàng và hay làm mất trật tự). Chỗ ở của ông được gọi với cái tên "căn nhà Bismarck".
Tuy nhiên, điều làm cho thế giới khoa học biết đến Göttingen lại thuộc lĩnh vực khoa học tự nhiên, đặc biệt là toán học. Đây là nơi giảng dạy của Carl Friedrich Gauß - nhà toán học quan trọng bậc nhất. Bernhard Riemann, Johann Peter Gustav Lejeune Dirichlet và nhiều nhà toán học nổi tiếng khác đã xây đắp tiếng tăm cho Göttingen. Đến cuối thế kỷ 19 David Hilbert và Felix Klein đã thu hút nhiều nhà toán học từ khắp nơi trên thế giới về Göttingen và giúp Göttingen trở thành trung tâm và "thánh địa" của toán học vào đầu thế kỷ 20. Göttingen cũng là nơi làm việc của nhà toán học nữ Emmy Noether (người khai sinh và đặt nền móng cho đại số học hiện đại) cùng các học trò tài ba của bà.
Vào năm 1874, bà Julija Vsevolodova Lermontova (tiếng Nga: Юлия Всеволодовна Лермонтова) bảo vệ luận án tiến sĩ hóa học và bà Sofia Vasilyevna Kovalevskaya (tiếng Nga: Софья Васильевна Ковалевская; bạn của Lermontova) bảo vệ luận án tiến sĩ toán học tại Göttingen.

### Cuối thể kỷ 19, đầu thế kỷ 20
Trong giai đoạn này Göttingen đạt đến đỉnh cao khoa học và nổi tiếng khắp châu Âu cũng như trên thế giới.
Vào năm 1903, trường có 1529 sinh viên cùng với 121 giáo sư. Năm 1904, Ludwig Prandtl về làm việc tại trường và đưa Göttingen trở lên nổi tiếng về cơ học chất lưu (fluid mechanics) và khí động lực học (aerodynamics) trong suốt hai thập kỷ. Ông được bổ nhiệm làm giám đốc viện nghiên cứu cơ học chất lỏng mang tên nhà vua Học viện Cơ học chất lưu Kaiser Wilhelm (Kaiser Wilhelm Institute for Fluid Mechanics). Nhiều sinh viên của ông đã có những đóng góp tạo nền tảng cho ngành khí động lực học.
Cho đến nay, 45 cá nhân giành giải Nobel đã là sinh viên đại học, nghiên cứu sinh, giáo sư hay có đóng góp vào sự nghiệp khoa học của trường . Hầu hết các giải Nobel này đều được trao vào nửa trước thế kỷ 20 để hình thành nên "kỳ quan Nobel Götingen" . Các nhà khoa học Göttingen trong thời kỳ đó đã góp phần tạo "cảm giác" cho không ít người rằng giải Nobel là của người Đức và tiếng Đức một thời được coi là ngôn ngữ của khoa hoc.

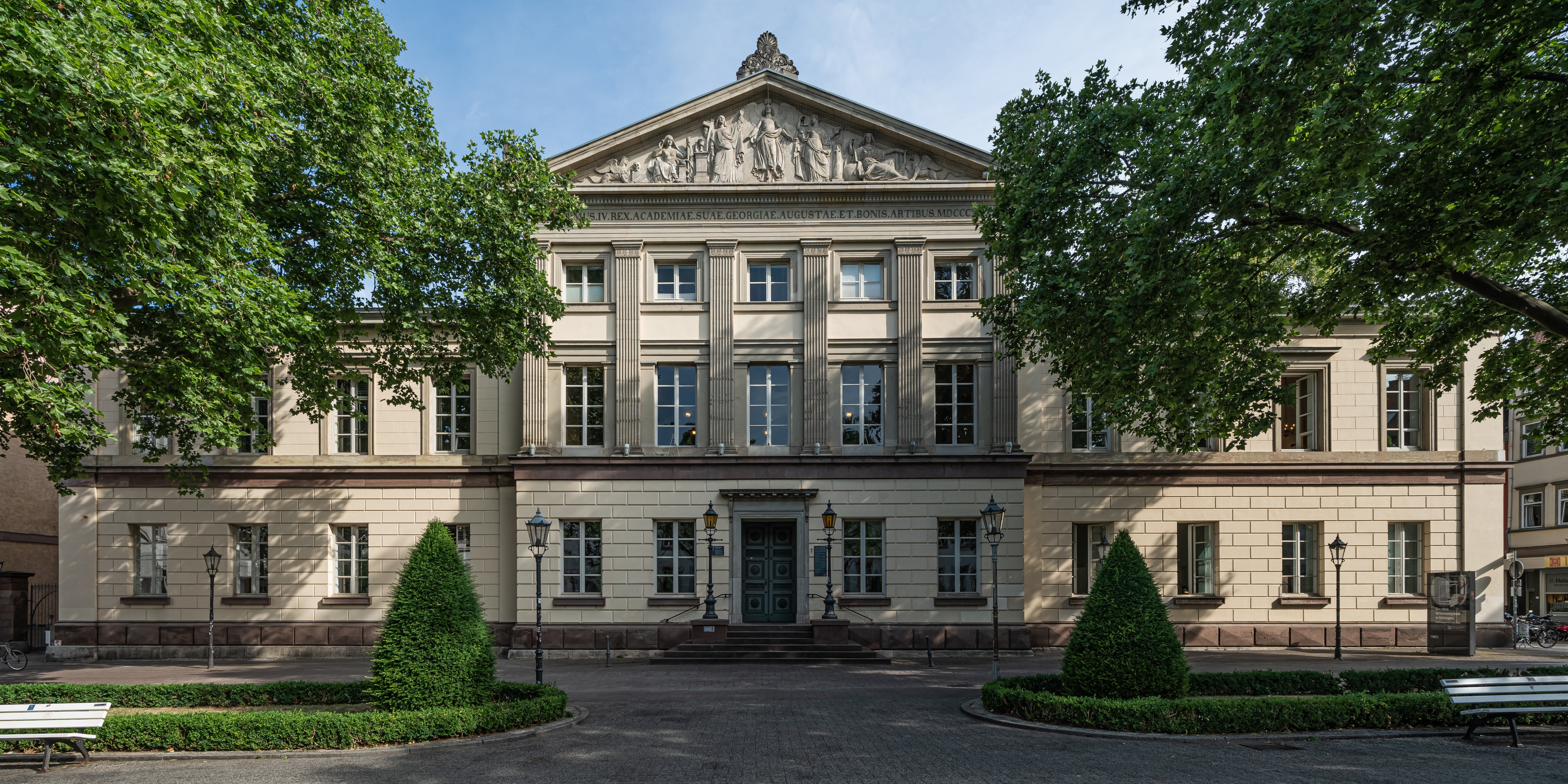
Hội trường lớn (Aula) nơi diễn ra những buổi lễ quan trọng và các chương trình hòa nhạc

Trong khoảng thời gian 1835-1837 hội trường lớn (Aula) được xây dựng tại quảng trường Wilhelm (Wilhelmsplatz) (cho đến nay hội trường lớn vẫn là nơi diễn ra những buổi lễ quan trọng và những chương trình hòa nhạc thường xuyên). Đây cũng là thời kỳ phát triển của các ngành xã hội học và nhân văn tại Göttingen. Triết gia Edmund Husserl, người được coi là cha đẻ của hiện tượng học (phenomenology) về dạy tại đây. Max Weber, nhà xã hội học nổi tiếng, cũng về đây nghiên cứu trong một học kỳ.

### Chiến dịch thanh lọc năm 1933
Vào thập niên 1930 Đại học Göttingen trở thành tâm điểm của Phát xít Đức trong một chiến dịch chống lại cái gọi là "vật lý học Do thái" mà đại diện là Albert Einstein và Niels Bohr (cả hai đều là người Do Thái). Nhiều nhà khoa học trong đó có Max Born, Victor Goldschmidt, James Franck, Eugene Wigner, Leó Szilárd, Edward Teller, Emmy Noether, Richard Courant đã bị trục xuất hoặc trốn khỏi nước Đức. Những thành tựu toán học của Carl Friedrich Gauß và Bernhard Riemann đã không được kế thừa. Göttingen lúc đó được coi là phải trải qua một chiến dịch thanh lọc của chủ nghĩa Phát xít nhằm vào giới khoa học.
Mặc dù David Hilbert ở lại với trường trong thời kỳ đó nhưng cho đến tận khi ống mất (vào năm 1943), hoạt động khoa học của trường hầu như "kiệt quệ" dưới chính sách của Phát xít Đức (vì rất nhiều nhà khoa học tài ba làm việc tại đây là người Do thái hay kết hôn với người Do thái). Khoảng một năm sau "chiến dịch", Bernhard Rust (bộ trưởng Giáo dục của Đức lúc đó) đã có câu hỏi "Toán học của Göttingen ra sao sau khi không còn ảnh hưởng của Do thái?" và David Hilbert trả lời "Toán học Göttingen ư? Sự thực là không còn gì nữa". Câu trả lời của Hilbert có thể coi như lời than cho những mất mát khoa học của Göttingen. Ngày nay, Đại học Göttingen vẫn là một trong những đại học được đánh giá cao ở Đức nhưng không còn nữa ngành toán học nổi tiếng thế giới ngày nào.

### Sau Chiến tranh thế giới thứ hai
Sau Thế giới thứ hai, Đại học Göttingen là đại học đầu tiên ở Tây Đức vận hành dưới sự giám sát của nước Anh và tiếp tục là lựa chọn của nhiều tên tuổi như Jürgen Habermas (nhà triết học và xã hội học hàng đầu), Richard von Weizsäcker (ngành lịch sử và luật học, sau này trở thành tổng thống Đức), Gerhard Schröder (học ngành luật học và sau đó trở thành thủ tướng Đức).

### Hiện tại
Hiện nay, Đại học Göttingen vẫn là một trong những đại học nghiên cứu của nước Đức thống nhất. Trường có 13 khoa (Thần học , Triết học và lịch sử , Luật , Y học , Toán và công nghệ thông tin , Vật lý học , Hóa học , Sinh học , Địa lý , Nông nghiệp , Lâm nghiệp , Kinh tế  và Xã hội học ) với gần 25 ngàn sinh viên và hơn 2.500 giáo sư, nghiên cứu viên. Tổng số cán bộ giảng dạy, nghiên cứu - phục vụ giảng dạy nghiên cứu lên đến mười ngàn người (tổng số sinh viên và cán bộ trường đại học chiếm hơn 1/4 dân cư thành phố). Khuôn viên mới và hiện đại của trường được mở rộng về phía bắc (Norduni Bereich) với các tòa nhà của các ngành khoa học tự nhiên xen kẽ với các viện nghiên cứu của Đức và châu Âu.

## Thư viện

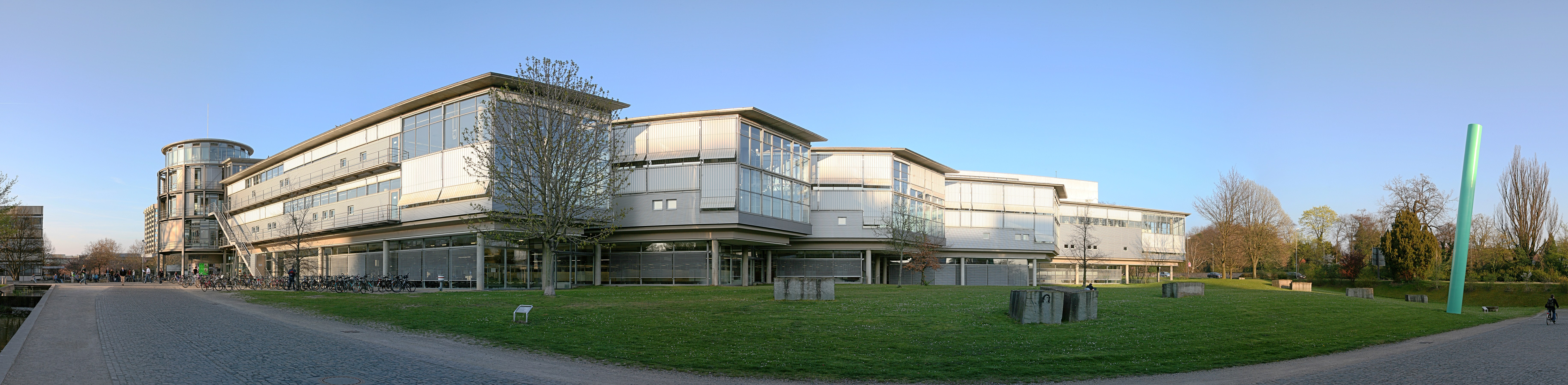
Thư viện trường và cũng là thư viện của bang (Niedersächsische Staats- und Universitätsbibliothek Göttingen)

Gắn liền với hoạt động của trường là thư viện lớn vừa là thư viện trường vừa là thư viện của vùng Hạ Saxony (Niedersächsische Staats- und Universitätsbibliothek Göttingen) với trên 4 triệu ấn phẩm và nhiều bản tài liệu quý.
Thư viện cũng được Hội hàn lâm khoa học Göttingen (trước đây là Hiệp hội khoa học hoàng gia) vận hành và tài trợ. Thư viện cũng đồng thời là trung tâm nghiên cứu và cho ra đời nhiều công nghệ ứng dụng trong ngành in và bảo quản các ấn phẩm. Tại đây, các hội thảo thuộc chuyên ngành thư viện, các triển lãm cũng thường xuyên được tổ chức.
Tại các khoa và các viện nghiên cứu là các thư viện vệ tinh trong đó có các thư viện lớn như thư viện luật, thư viện y học.

## Nghiên cứu

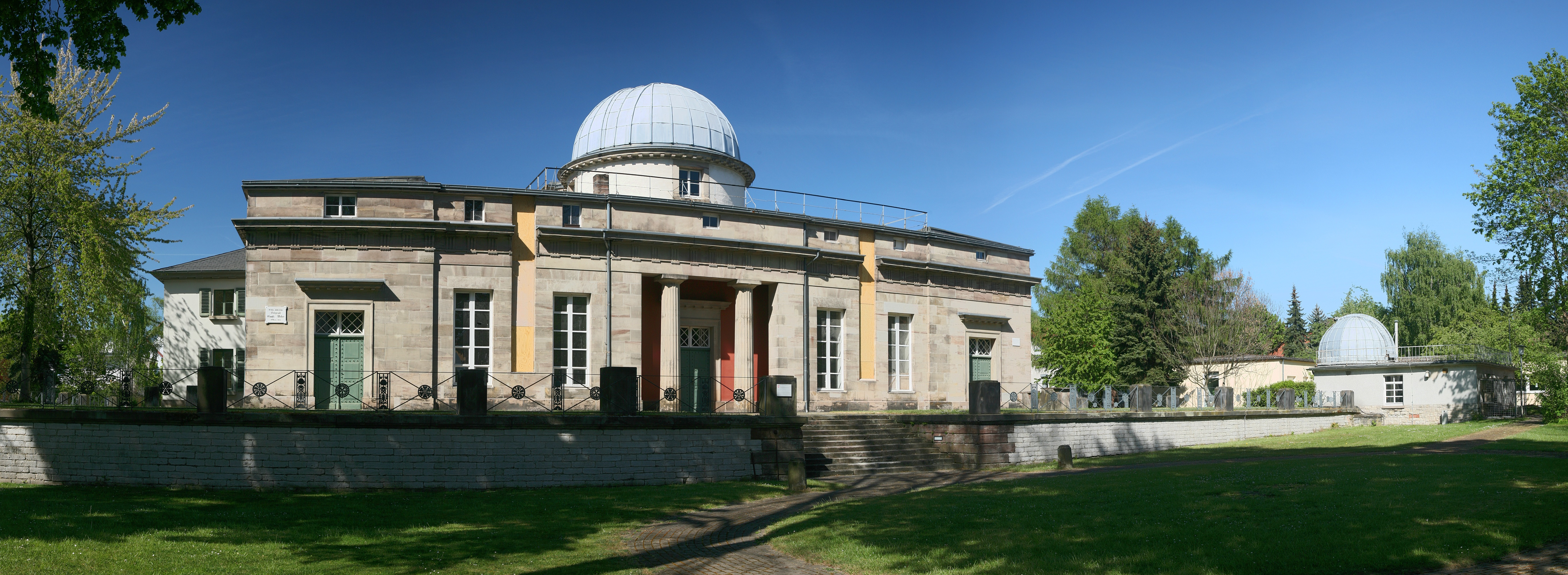
Đài quan trắc (Sternwarte) do Gauss thành lập nay là một trong những nơi làm việc của khoa toán

Đại học Göttingen là thành viên trong mạng lưới các trường đại học nghiên cứu của châu Âu từ năm 1985. Xen kẽ với các viện nghiên cứu của trường là 4 viện nghiên cứu của Hiệp hội Max-Planck (một trong những hiệp hội nghiên cứu dẫn đầu thế giới) bao gồm Viện sử học, Viện hóa lý-sinh, Viện y học thực nghiệm, Viện động lực và cấu trúc. Viện thần kinh châu Âu, Trung tâm nghiên cứu các loài linh trưởng Đức, Trung tâm không gian Đức, hãng Satorius nổi tiếng cũng đặt trụ sở tại đây.
Sự hợp tác trong giảng dạy và nghiên cứu giữa đại học Göttingen và các viện, các trung tâm đã cho ra đời nhiều chương trình đào tạo quốc tế với tiếng Anh là ngôn ngữ chính thức như Chương trình Tiến sĩ khoa học và Cao học về các lĩnh vực như: Thần kinh, Công nghệ sinh học, Sinh học phân tử, Y học phân tử, Sinh học và Công nghệ chế biến gỗ (PhD in Wood Biology and Technology ), Lâm nghiệp nhiệt đới, Nông nghiệp nhiệt đới. Nhiều nghiên cứu được tiến hành với sự liên kết giữa trường và trung tâm khoa học không gian Đức có trụ sở tại Göttingen...

## Danh tiếng và sự tôn vinh khoa học
Danh tiếng trên thế giới của Göttingen gắn với tên tuổi của những nhà khoa học lớn. Đến nay đã có 45 nhà khoa học giành giải Nobel cùng nhiều tên tuổi trong các lĩnh vực khác đã từng học, làm việc tại đây. Nhiều tòa nhà, nhiều con đường của thành phố được gắn tên họ. Tượng của những nhà khoa học xuất sắc được đặt tại nhiều nơi trong thành phố. Hơn thế nữa, với danh tiếng của thành phố khoa học (Stadt, die Wissen schafft ), tên của nhiều nhà khoa học hay các nhà sáng chế trên thế giới được đặt cho các con đường của thành phố mặc dù họ chưa bao giờ học tập hay làm việc tại đây.

## Biểu tượng của thành phố
Từ thế kỷ 18, một đài phun nước đã được đặt ở trung tâm thành phố Götingen. Vào năm 1898, hội đồng thành phố quyết định xây một đài phun nước mới và nhiều nhà điêu khắc trong toàn nước Đức đã giới thiệu ý tưởng và thiết kế của họ. Với ý tưởng "tinh thần của tổ tiên/ đài nước của đức hạnh", tác phẩm của Mehs và Jehs đã chiếm được cảm tình của hội đồng thành phố Göttingen trong khi tác phẩm cô gái và con ngỗng của kiến trúc sư Heinrich Stöckhardt chỉ được xếp thứ hai. Tuy nhiên, sau đó 3 tác phẩm được đánh giá cao nhất đã được đưa ra triển lãm giới thiệu chính thức. Người dân đã dành cảm tình cho tác phẩm cô gái cùng những chú ngỗng với lối trình bày đơn giản và có thể là hình ảnh đại diện cho đông đảo người dân (vì lúc đó đã có rất nhiều tượng của các nhà khoa học được đặt trong thành phố nên một hình ảnh đơn giản, gần gũi sẽ có tác dụng tương phản, làm dịu phong cảnh hàn lâm nơi đây). Sau khi thống thất, "cô gái và những chú ngỗng" (das Gänseliesel) đã được thực hiện bởi nhà điều khắc Paul Nisse và được đặt trên đài phun nước vào năm 1901 mà không có một nghi lễ chính thức nào  Lưu trữ ngày 4 tháng 3 năm 2016 tại Wayback Machine.

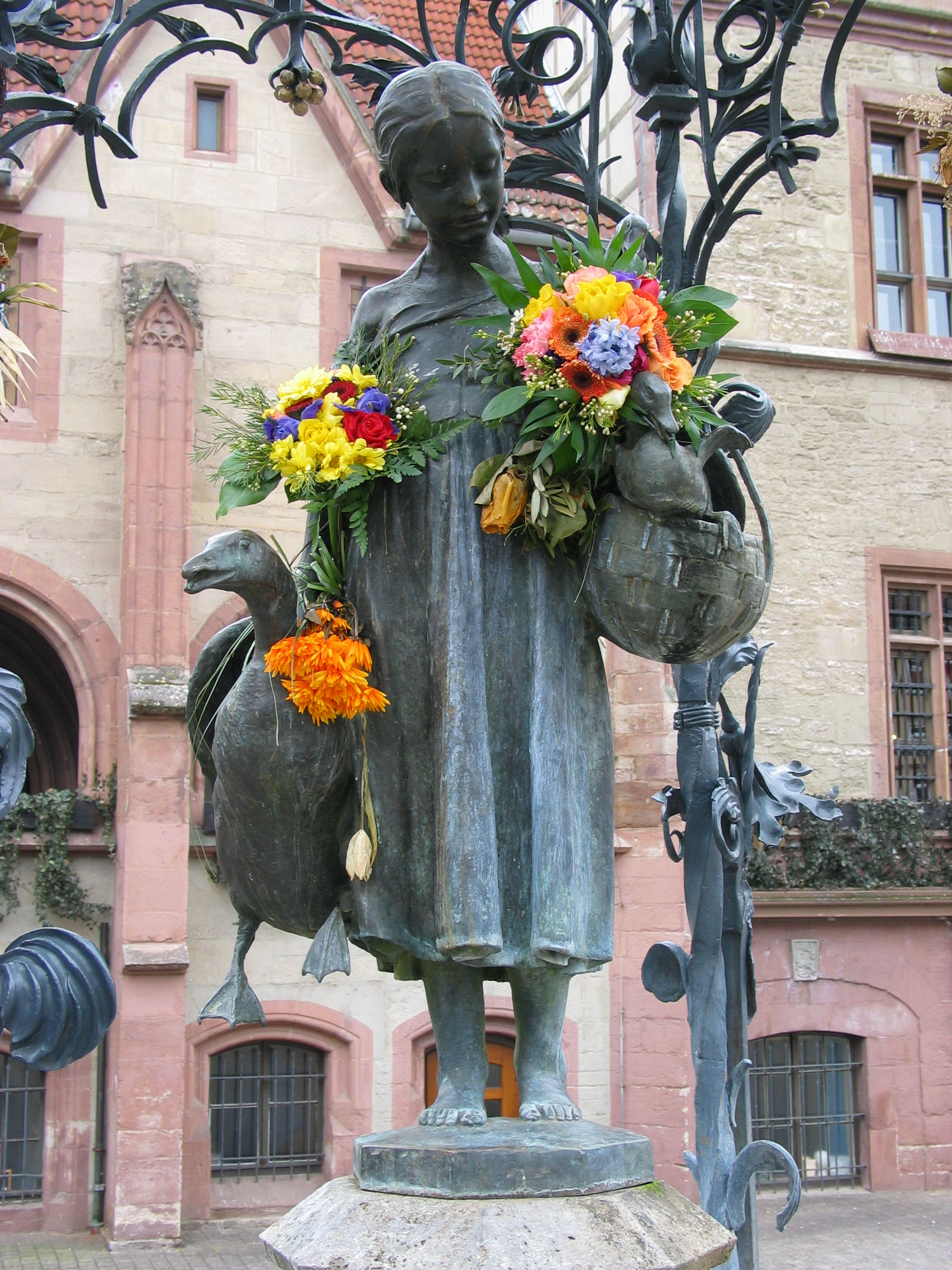
"Cô gái xách vịt" (das Gänseliesel) - tên gọi trìu mến của các Sinh viên Việt Nam tại Göttingen đặt cho cô gái

Với vị trí đặt trước tòa nhà thị chính lúc bấy giờ (das Alte Rathaus) đồng thời là quảng trường thành phố, trung tâm chợ giáng sinh, đài nước với cô gái tay xách, tay ôm những chú ngỗng đã trở thành biểu tượng của Göttingen.
Ngay sau khi bức tượng cô gái nhỏ nhắn được đặt trên đài nước, các sinh viên mới nhập học đã tìm cách leo lên để hôn cô. Với số lượng sinh viên ngày một tăng (đặc biệt là sau Chiến tranh thế giới thứ nhất), cảnh sát đã ban hành lệnh cấm chính thức "không được hôn cô gái!" này vào năm 1926  Lưu trữ ngày 13 tháng 1 năm 2006 tại Wayback Machine. Tuy nhiên, ngay sau đó, một sinh viên ngành luật đã trèo lên để hôn bất chấp lệnh cấm (hoặc có thể do anh ta chưa biết lệnh!) sau đó đã bị kết tội và đưa ra xử tại tòa án Berlin. Rất may, tòa án đã bác lời buộc tội từ Göttingen.
Sau đó, không phải là các tân sinh viên mà là các tân tiến sĩ thường ra trung tâm thành phố chụp hình, tổ chức những bữa tiệc nho nhỏ cùng bạn bè, gia đình. Trong thời khắc "quá phấn chấn", họ đã leo lên đẻ hôn cô gái và tặng cô những bó hoa tươi. Dần dần không còn là cá biệt mà hầu như tất cả các học viên tiến sĩ của Göttingen đều "mong ước" đến ngày được hôn cô. Có những lễ tốt nghiệp chung của cả khoa, các tiến sĩ phải chờ nhau để hôn cô gái. Cho đến nay cô gái ôm những chú ngỗng này có thể coi là cô gái "được hôn nhiều nhất thế giới"  Lưu trữ ngày 13 tháng 1 năm 2006 tại Wayback Machine. Tuy vậy, cô cũng không phải người dễ dãi vì tiêu chuẩn để được hôn cô là phải có học vị tiến sĩ.
Một điều thú vị là hầu hết các tân tiến sĩ đều không biết mình chỉ được hôn "phần xác" của cô gái vì đó chỉ là bản copy. Cô gái "nguyên bản" với "phần hồn thực sự" đã được mang vào đặt trong bảo tàng thành phố!
Dù không (hay là chưa) có một lệnh hay quy định chính thức hợp thức hóa "hành động" hôn cô gái nhỏ nhắn nhưng cả chính quyền thành phố và trường đại học đều lấy hình ảnh cô gái đang được các tân tiến sĩ ôm hôn và tặng hoa làm hình ảnh quảng cáo .
Người dân Göttingen cho rằng chính các sinh viên tại đây đã viết câu chuyện dân gian về "cô gái cùng những chú ngỗng và nụ hôn" cho thành phố này.

## Một số cá nhân xuất sắc
- Alexander von Humboldt
- Carl Friedrich Gauß
- Bernhard Riemann
- David Hilbert
- Felix Klein
- Johann Peter Gustav Lejeune Dirichlet
- Max Born
- Robert Oppenheimer
- Robert Koch
- Max Planck
- Walther Nernst
- Richard Adolf Zsigmondy
- Georg Christoph Lichtenberg
- Heinrich Heine
- Anh em nhà Grimm
- Arthur Schopenhauer
- Edmund Husserl
- Rudolf von Jhering
- Otto von Bismarck
- Richard von Weizsäcker
- Gerhard Schröder
- Max Weber
- Jürgen Habermas
- Wilhelm von Humboldt
- Dieter Bohlen (Modern Talking)

Những cá nhân đoạt giải Nobel đã từng sống, học tập và làm việc tại Göttingen 